# Liberty-Tiegelpresse

Liberty-Prinzip

Liberty-Tiegel mit Fußbetrieb

Die Libertypresse ist eine fuß- oder motorbetriebene Tiegeldruckpresse. Der Druck-Tiegel (T) und das Fundament (F) mit der Druckform schwingen bei diesen Maschinen um eine gemeinsame Achse. Im Moment der Papieranlage sind sie aufgeklappt wie die Hälften eines geöffneten Buches, den Druckpunkt findet man in senkrechter Position.
Wegen der eigentümlichen Bauweise und ihrer Herkunft wurde sie auch Scharnierpresse oder Amerikaner-Presse – kurz Amerikaner – genannt. In Amerika hatte sie wegen ihrer Laufruhe den Beinamen „Noiseless Jobber“.
Die Verwendungsmöglichkeit war auf Arbeiten beschränkt, die keine großen Anforderungen an Druckstärke und Einfärbung stellten. Ihre größte Verbreitung fand sie in Amerika; sie lässt sich aber bis um 1910 auch in europäischen Verkaufsprospekten finden.
Erfinder der Libertypresse war der Deutsche Friedrich Otto Degener (* 1813 in Hannover; † 1873 in Brooklyn/New York). Er wanderte um 1840 nach Amerika aus und arbeitete in den 1850er Jahren an seiner Erfindung. Am 17. November 1857 erhielt er sein Patent darauf.